# Uwe Messerschmidt
Uwe Messerschmidt (n. 22 ianuarie 1962, Schwäbisch Gmünd, Republica Federală Germania, Germania) este un ciclist german, medaliat olimpic. A participat la 2 ediții ale Jocurilor Olimpice (1984, 1988) în care a câștigat o medalie de argint.